# Julia Böttcher
Julia Böttcher ist eine deutsche Mathematikerin, die auf dem Gebiet der Graphentheorie arbeitet.

## Leben
Nach dem Abitur am Albert-Schweitzer-Gymnasium in Erfurt 1998 studierte Böttcher Informatik an der Humboldt-Universität zu Berlin, wo sie 2005 ihr Diplom erhielt. 2009 wurde Böttcher an der TU München bei Anuschirawan Ralf Taraz promoviert (Embedding Large Graphs - The Bollobás-Komlós Conjecture and Beyond). Im Anschluss an eine Postdoc-Stelle an der Universität von São Paulo wurde Böttcher 2012 Professorin an der London School of Economics and Political Science.
Im Jahr 2022 war Böttcher Eingeladener Sprecher (Graph and hypergraph packing) auf dem Internationalen Mathematikerkongress.
Böttcher erforscht vor allem Eigenschaften von Graphen und Hypergraphen. So untersucht sie etwa das Verhalten großer Zufallsgraphen.

## Auszeichnungen
- Fulkerson-Preis 2018 gemeinsam mit Peter Allen, Simon Griffiths, Yoshiharu Kohayakawa und Robert Morris für: The chromatic thresholds of graphs. Advances in Mathematics, Bd. 235, S. 261–295, 2013.